# Open Geneva
Ne doit pas être confondu avec Tournoi de tennis de Genève.
Le Festival Open Geneva, généralement appelé Open Geneva, est un festival d'innovation en Suisse. Il est organisé chaque année au mois de mars sur le campus de l'Université de Genève.
Son but est de promouvoir l'innovation ouverte via l'organisation durant une semaine de 30 hackathons et événements collaboratifs, réunissant plus de 1500 participants issus des milieux académiques, culturels et professionnels.
Les thématiques abordées sont larges, allant du futur du journalisme aux différentes formes de recrutement, en passant par la cybersécurité, la mode, la santé et le développement durable,,,,.

## Historique
Open Geneva a été créé en 2015 par l’Université de Genève et la HES-SO Genève, en collaboration avec le Geneva Creativity Center, le SITG et les Transports Publics Genevois dans le but de promouvoir l’innovation ouverte à Genève, grâce à l'utilisation des données ouvertes. 
Lors de la première édition de l'événement, plusieurs équipes d’étudiants ont travaillé durant deux week-ends sur des projets scientifiques et des innovations sociales et techniques liées à l’énergie, la santé, et la mobilité. L’édition 2016 a élargi le profil des participants et s’est concentrée sur la santé, en collaboration étroite avec les Hôpitaux Universitaires de Genève.
Des mots de son president fondateur Thomas Maillart, la mission d'Open Geneva est de «créer des liens sociaux [...] et de confronter la technologie aux besoins de la société, de manière harmonieuse.»
L'évènement a été transformé en festival en 2017.

## À l'international
Depuis 2019, OpenGeneva est présent en Chine avec l'organisation du SDG OpenHack!, un événement d'envergure internationale visant à trouver des solutions concrètes permettant d'atteindre les Objectifs de Développement Durable fixés par l'Organisation des Nations Unies.
À ce sujet, OpenGeneva a signé un accord de partenariat avec UNITAR et l'Université de Tsinghua.

## Événements notables
De par son envergure et sa portée, OpenGeneva apparait régulièrement dans les médias suisses et internationaux. 
On compte parmi ses événements notables le Hackathon pour les Droits Humains organisé par le FIFDH ou le Smart City Xperience pour lutter contre le réchauffement climatique.